# Albatros Flugzeugwerke

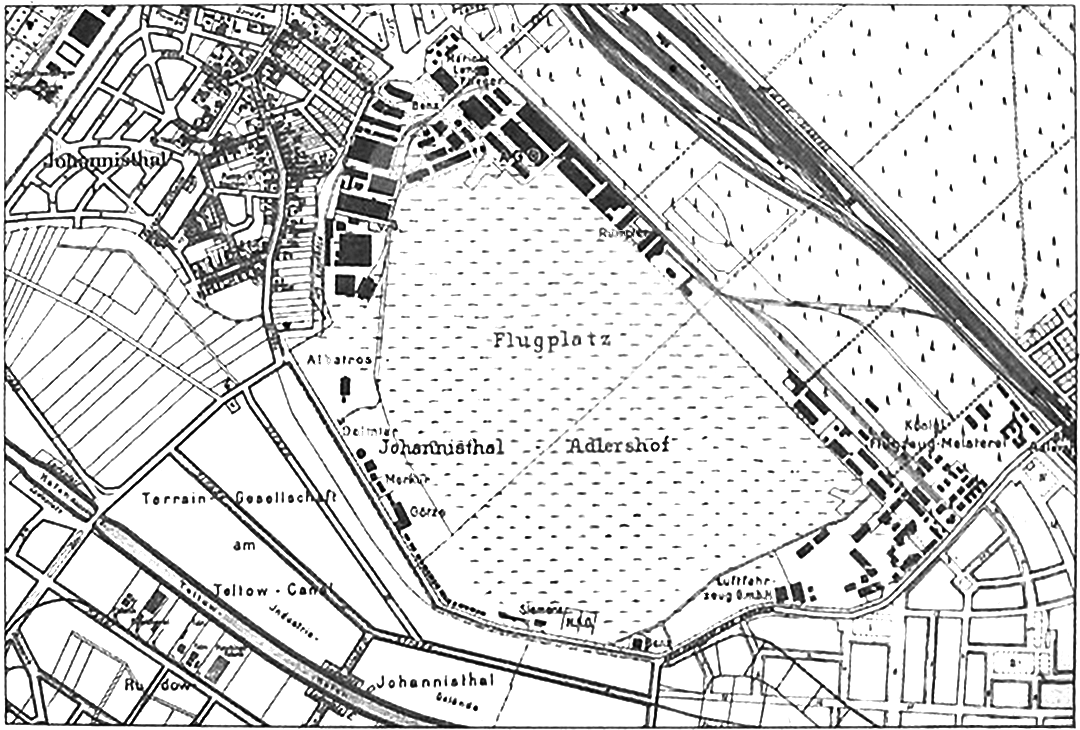
Lotnisko Berlin-Johannisthal: zabudowania Albatrosa są we wschodniej części lotniska, na południe od miejscowości Johannisthal; na planie widać też hale innych firm: LFG i Rumpler

Albatros Flugzeugwerke GmbH – niemiecki producent samolotów założony w grudniu 1909 r. przy lotnisku Johannisthal w Berlinie. Początkowo nosiła nazwę Albatros-Werke GmbH.
Spółka Albatros konstruowała i produkowała głównie samoloty myśliwskie, a także rozpoznawcze i szkolne używane przez państwa centralne podczas I wojny światowej. Początkowo jako konstruktor pracował Ernst Heinkel. Najbardziej znane samoloty tej wytwórni to myśliwce Albatros D.III oraz Albatros D.V. Podczas I wojny światowej zakłady zbudowały ok. 10 350 samolotów.
Po wojnie przerwano produkcję lotniczą, którą wznowiono na początku lat 20. Firma Albatros przestała istnieć w sierpniu 1931 r., kiedy to została przyłączona do zakładów Focke-Wulf.
W 1914 r. otwarto dużą filię zakładów Albatros w Pile (wówczas Schneidemühl) na terenach obecnego lotniska – Ostdeutsche Albatros-Werke, w skrócie OAW. Produkowano tam różne typy samolotów Albatros, a w 1918 roku Fokker D.VII. Do zawieszenia broni w 1918 powstało w OAW ok. 5500 samolotów. Zakłady działały do 1919 r., kiedy to zamknięto je na mocy postanowień traktatu wersalskiego (podczas II wojny światowej na ich terenie znajdował się hitlerowski obóz przejściowy dla ludności polskiej, znany pod nazwą Albatros).
Samoloty wytwórni Albatros:
- Albatros Taube i Albatros Doppeltaube – modyfikacje samolotu Rumpler Taube
- Albatros B.I – szkolny i wielozadaniowy
- Albatros B.II – szkolny i wielozadaniowy
- Albatros B.III – szkolny i wielozadaniowy
- Albatros C.I – rozpoznawczy
- Albatros C.II – rozpoznawczy
- Albatros C.III – rozpoznawczy
- Albatros C.V – rozpoznawczy
- Albatros C.IX(inne języki) – rozpoznawczy
- Albatros C.X – rozpoznawczy
- Albatros C.XII – rozpoznawczy
- Albatros C.XV – rozpoznawczy
- Albatros D.I – myśliwski
- Albatros D.II – myśliwski
- Albatros D.III – myśliwski
- Albatros D.IV – myśliwski
- Albatros D.V – myśliwski
- Albatros J.I – szturmowy
- Albatros Al 101(inne języki), L101 – dwuosobowy sportowy i szkolny, 1930
- Albatros Al 102(inne języki), L102 – dwuosobowy sportowy i szkolny, 1931
- Albatros Al 103(inne języki), L103 – dwuosobowy sportowy i szkolny, 1932